# Genista tridentata
Genista tridentata är en ärtväxtart som beskrevs av Carl von Linné. Genista tridentata ingår i släktet ginster, och familjen ärtväxter. IUCN kategoriserar arten globalt som livskraftig.

## Underarter
Arten delas in i följande underarter:
- G. t. cantabrica
- G. t. lasiantha
- G. t. stenoptera
- G. t. tridentata

## Bildgalleri

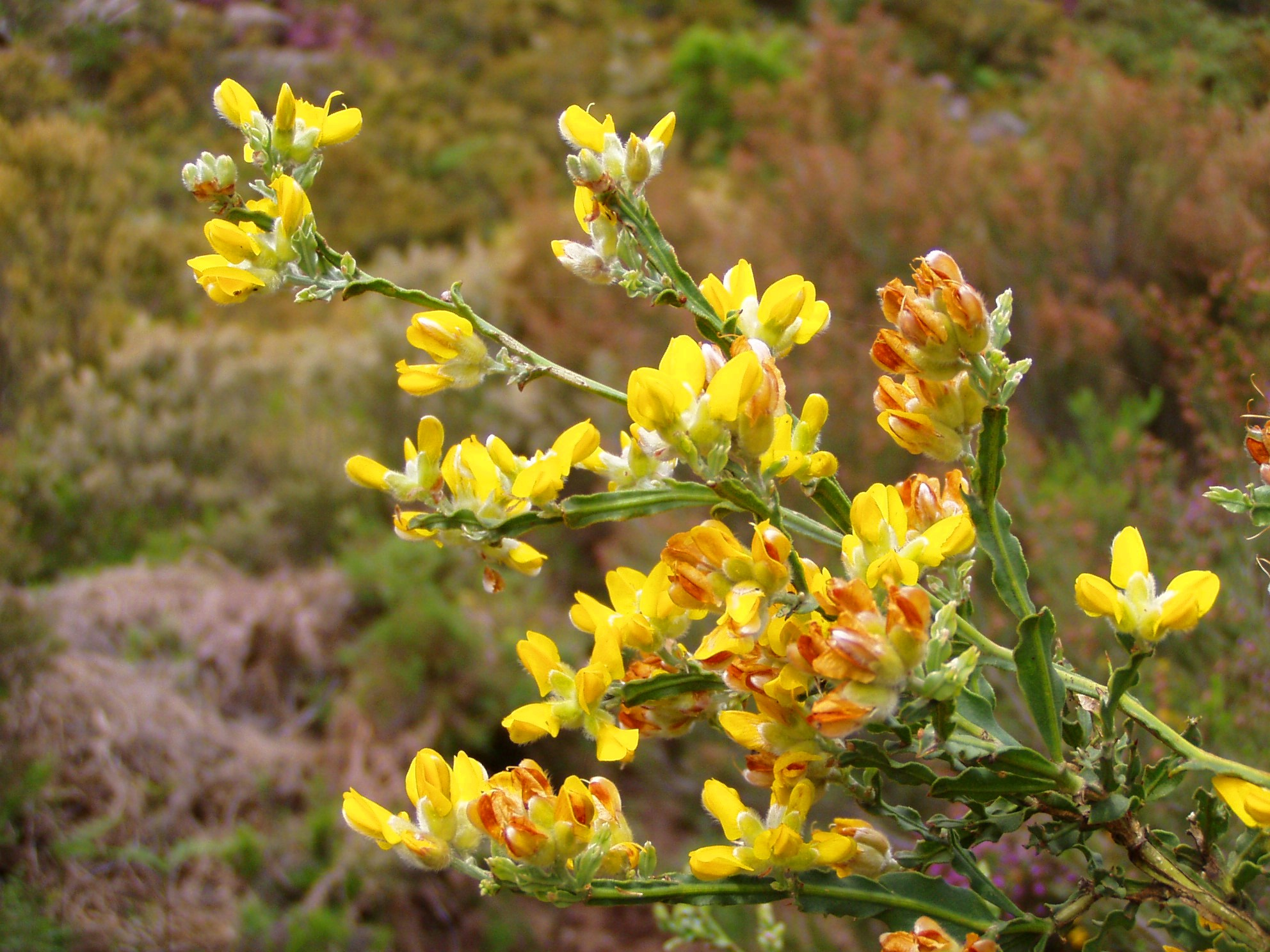
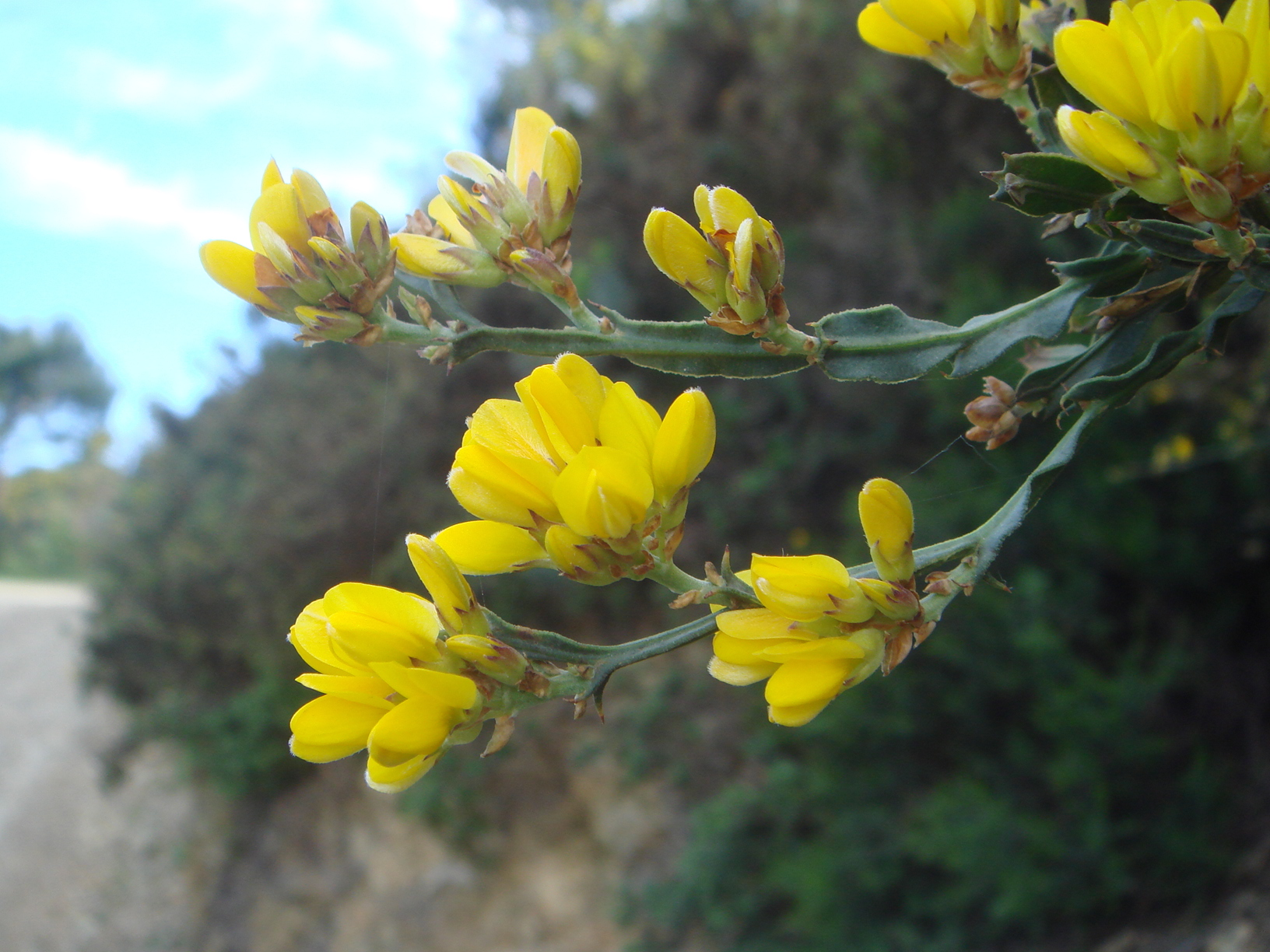
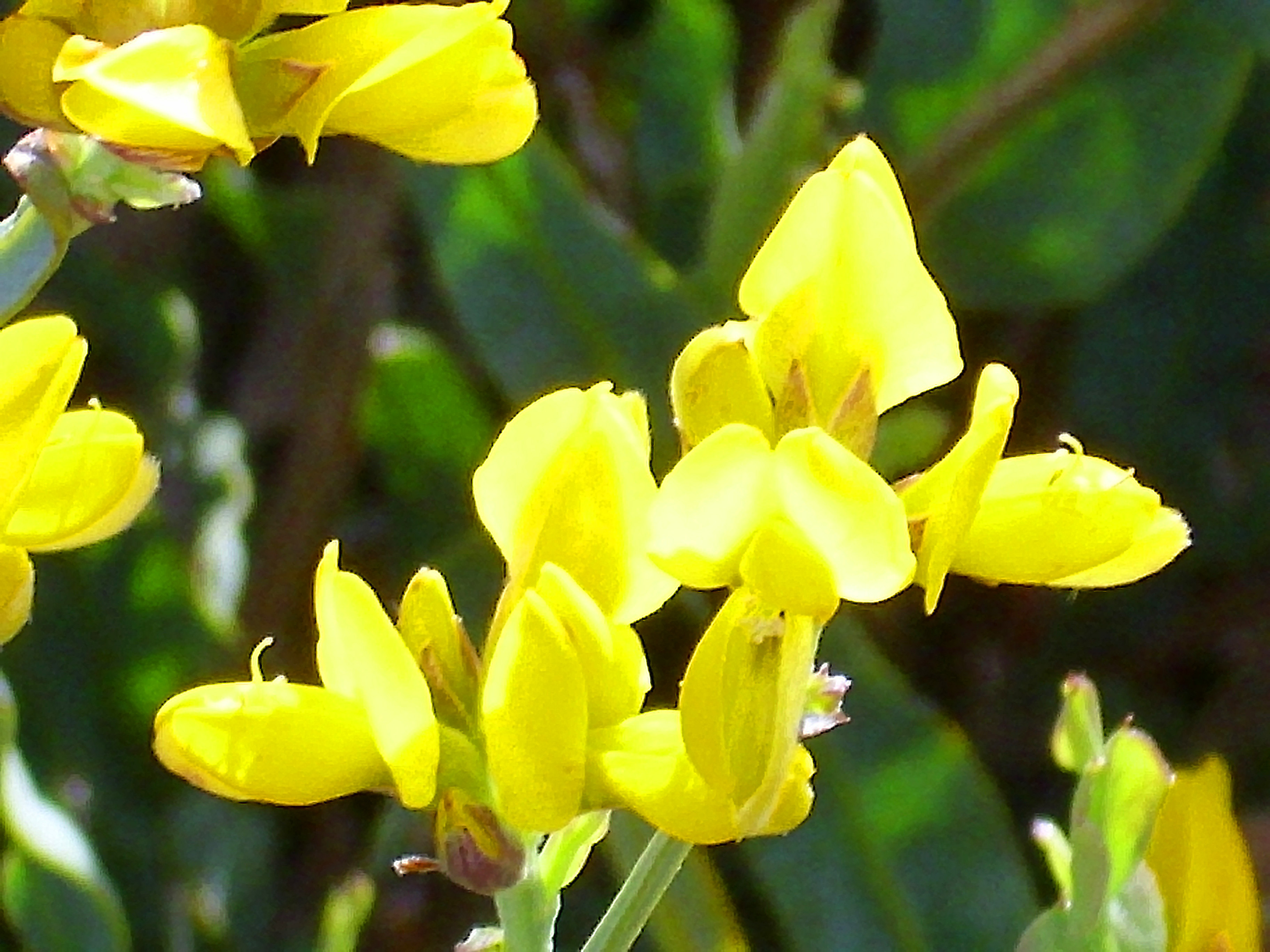
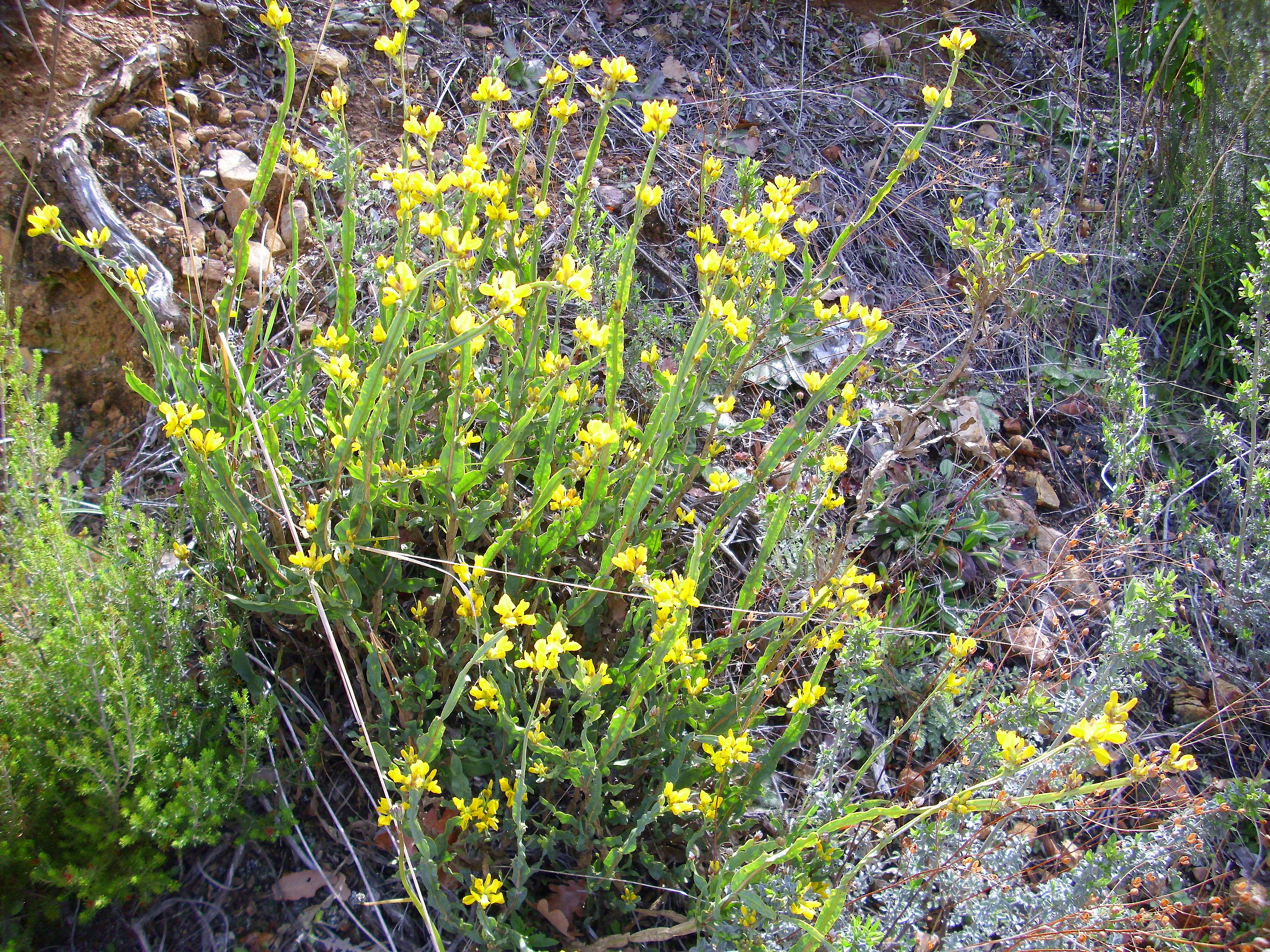
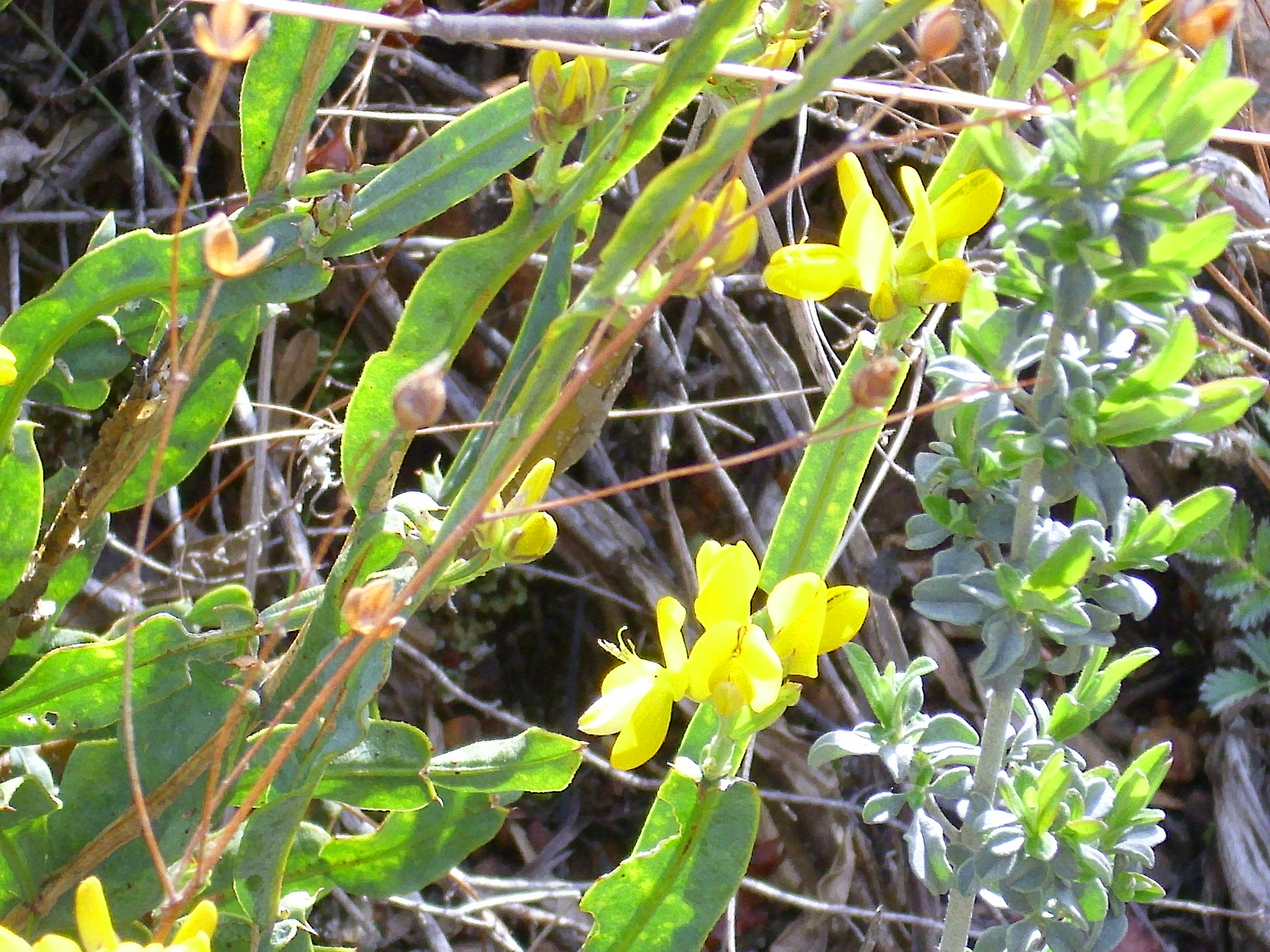